# Wolmirstedt
Wolmirstedt − miasto w Niemczech, w kraju związkowym Saksonia-Anhalt, w powiecie Börde. Do 1 lipca 2007 miasto należało do powiatu Ohre, wspólnoty administracyjnej Wolmirstedt.
1 stycznia 2009 w granicach miasta znalazła się gmina Farsleben, a 1 lipca 2009 Glindenberg.

## Geografia
Wolmirstedt leży ok. 14 km na północ od Magdeburga.
Miasto składa się z następujących dzielnic:
- Elbeu
- Farsleben
- Glindenberg
- Mose

## Współpraca
- Wunstorf, Dolna Saksonia

## Osoby urodzone w Wolmirstedt
- Steffen Wesemann – niemiecki kolarz